# ATP Challenger North Miami Beach
Der ATP Challenger North Miami Beach (offiziell: USTA Challenger of North Miami Beach) war ein Tennisturnier, das 2002 einmal in North Miami Beach, Florida, stattfand. Es gehörte zur ATP Challenger Tour und wurde im Freien auf Hartplatz gespielt.

## Liste der Sieger

### Einzel
| Jahr | Sieger         | Finalgegner | Ergebnis      |
| ---- | -------------- | ----------- | ------------- |
| 2002 | Vincent Spadea | Ota Fukárek | 4:6, 6:1, 6:4 |

### Doppel
| Jahr | Sieger                    | Finalgegner            | Ergebnis       |
| ---- | ------------------------- | ---------------------- | -------------- |
| 2002 | Eric Nunez Graydon Oliver | Ota Fukárek Jim Thomas | 3:6, 7:65, 7:5 |